# Mouvement pour les forces de changement démocratique – Union libérale
Mouvement pour les forces de changement démocratique – Union libérale (en portugais : Movimento Democrático das Forças da Mudança – União Liberal, MDFM-UL) est un parti politique santoméen. 
Dénommé Mouvement pour les forces de changement démocratique – Parti libéral (MDFM-PL) jusqu'en 2022, il est réuni entre 2018 et 2022 avec l'Union des démocrates pour la citoyenneté et le développement au sein de l'Union MDFM-UDD.

## Histoire
Le Mouvement pour les forces de changement démocratique – Parti libéral est formé après l'élection présidentielle de juillet 2001 par les partisans du président élu Fradique de Menezes, en conflit avec le leader de son parti, l'Action démocratique indépendante. Pour les élections législatives de mars 2002, le parti forme une liste commune avec le Parti de convergence démocratique – Groupe de réflexion qui remporte 39,4 % des voix et 23 des 55 sièges à l'Assemblée nationale. La même alliance a remporté lors des élections législatives de mars 2006 36,79 % des voix et le même nombre de sièges, puis 43 des 61 sièges lors provenciales d'août de la même année.
Fradique de Menezes, qui représente le parti à l'élection présidentielle de 2006, est réélu avec 60,58 % des voix.
Tomé Vera Cruz est secrétaire général du parti jusqu'en mai 2010, avant d'être remplacé par Adelino Lucas.
En prévision des élections législatives d'octobre 2018, le MDFM-PL fait de nouveau alliance avec le PCD-GR et fusionne avec l'Union des démocrates pour la citoyenneté et le développement — parti ayant lui aussi fait scission avec l'ADI, en 2005 — pour former l'Union MDFM-UDD. Au sein de l'Union, le MDFM obtient un siège à l'Assemblée nationale et deux secrétaires d'État au sein du gouvernement de Jorge Bom Jesus (Adelino Lucas et Eugénio Graça).
Quelques jours avant un congrès de l'Union MDFM-UDD prévu le 27 mars 2022, l'UDD annonce rompre l'alliance. La désunion est entérinée par le MDFM en congrès. Le MDFM change alors de nom MDFM-UD, pour Union démocratique, et élit l'ancien prêtre Miguel Gomes à sa présidence, avec 95 % des suffrages, et Eugénio Graça au secrétariat général. Le nom MDFM-UD est refusé par le Tribunal constitutionnel et modifié en MDFM-UL, pour Union libérale.

## Résultats électoraux

### Élections présidentielles
| Année | Candidat            | 1er tour | 1er tour | 1er tour |
| Année | Candidat            | Voix     | %        | Rang     |
| ----- | ------------------- | -------- | -------- | -------- |
| 2006  | Fradique de Menezes | 34 859   | 60,6     | 1er      |
| 2011  | Delfim Neves        | 8 652    | 14,36    | 3e       |

### Élections législatives
| Année | Résultats | Résultats | Sièges  | Rang | Gouvernement                        |
| Année | Voix      | %         | Sièges  | Rang | Gouvernement                        |
| ----- | --------- | --------- | ------- | ---- | ----------------------------------- |
| 2002a | 15 542    | 39,27     | 23 / 55 | 2e   | Opposition                          |
| 2006a | 19 640    | 37,70     | 23 / 55 | 1er  | Majorité gouvernementale Opposition |
| 2010  | 4 986     | 7,27      | 1 / 55  | 4e   | Opposition                          |
| 2014  | 2 217     | 3,30      | 0 / 55  | 4e   | –                                   |
| 2018b | 7 451     | 9,50      | 1 / 55  | 3e   | Majorité gouvernementale            |
| 2022  | 1 601     | 2,05      | 0 / 55  | 5e   | –                                   |

a Coalition avec le Parti de convergence démocratique – Groupe de réflexion.

b Au sein de l'Union MDFM-UDD et d'une coalition avec le Parti de convergence démocratique (5 élus au total).

### Élections municipales
| Année | Résultats | Résultats | Sièges  | Rang |
| Année | Voix      | %         | Sièges  | Rang |
| ----- | --------- | --------- | ------- | ---- |
| 2006  |           |           | 43 / 54 | 1er  |
| 2014a | 2 516     | 3,75      | 0 / 54  |      |
| 2018b | 9 626     | 13,58     | 4 / 63  | 4e   |
| 2022  |           |           | 0 / 68  |      |

a Coalition avec le Parti de convergence démocratique – Groupe de réflexion.

a Au sein de l'Union MDFM-UDD et d'une coalition avec le Parti de convergence démocratique.